# チュートリアル
チュートリアル (tutorial) は、教育の手法の一つ。少数の生徒に教師が集中的に教えること、あるいは家庭教師による一対一の教育を意味する。

## 概要
一般的には、少数の生徒に教師が集中的に教えること、あるいは家庭教師による一対一の教育を意味する。

## 派生
また、教育用の書籍やビデオなどの各種メディアの入門部分を「チュートリアル」という場合もある。さらに、その派生としてコンピュータのプログラムやゲームで自身の操作や練習など教育を行わせるためのものも「チュートリアル」という。
加えて、予備校の河合塾では、クラス単位の成績返却や連絡の時間をチュートリアルと呼んでいる。

## 医学教育
医学教育分野においては、チュートリアルと言えば、カナダで1960年代に開発されたPBL（problem-based learning）というカリキュラムを指すことが多い。これは、少人数グループに対し、1名のチューターと呼ばれる教員が付いて行われ始めたことによる。テュートリアル、テュトーリアルも同義。海外でtutorialがPBLの意味で用いられることはないため、注意が必要である。
近年では、他の医療者教育分野（歯学、薬学、看護学など）においても用いられる機会が広がっている。